# Luckau
Luckau je město v německé spolkové zemi Braniborsko v zemském okrese Dahme-Sprévský les. Nachází se v historickém regionu Dolní Lužice, jehož bylo v minulosti správním centrem.

## Historie

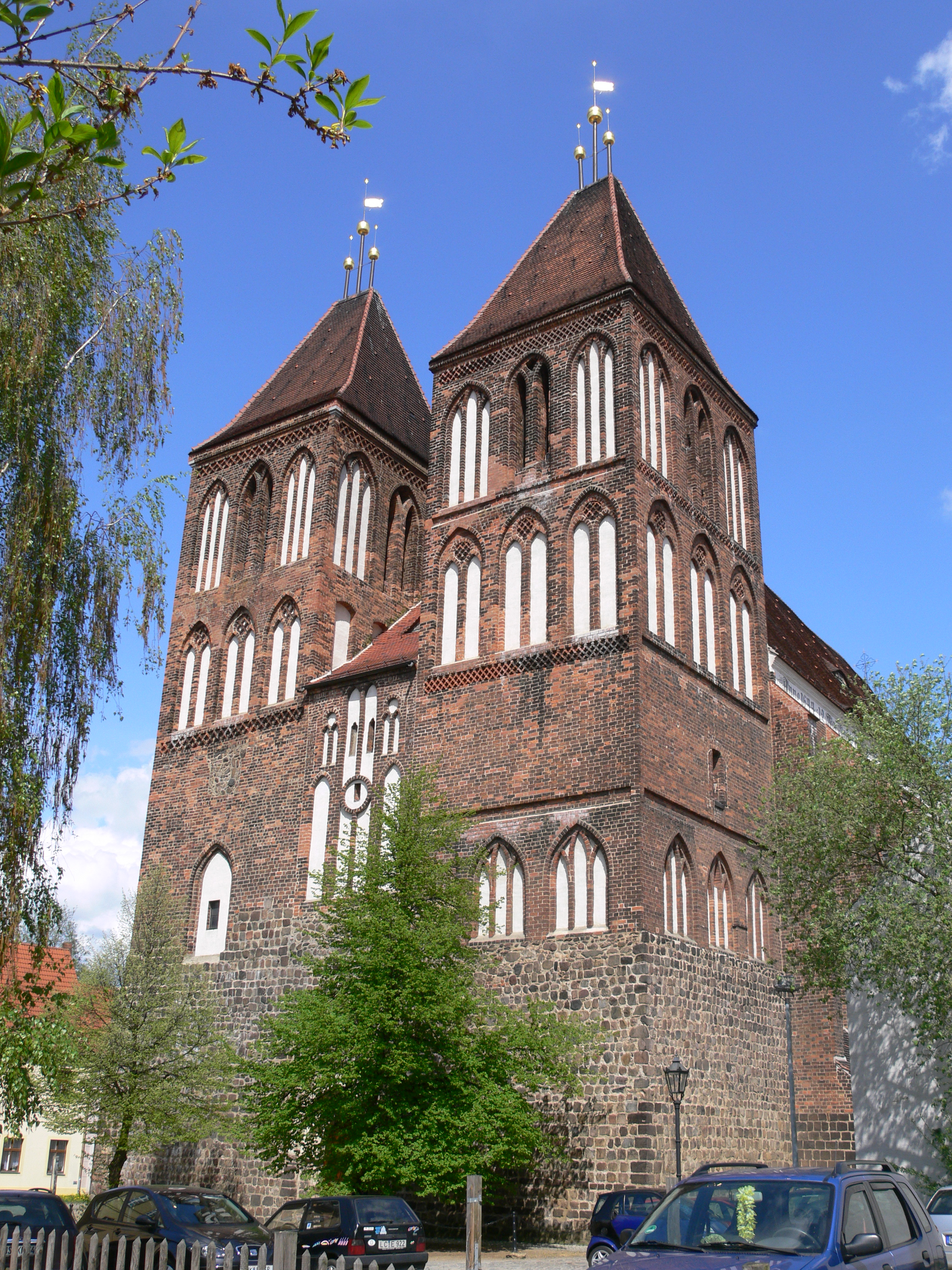
Kostel sv. Mikuláše

Počátky města jsou spojeny s Lužickými Srby, kteří si v prostoru dnešního Zámeckého vrchu (Schlossberg) nejpozději na začátku 10. století vybudovali hradiště. Ve 2. polovině 10. století bylo zničeno Sasy, kteří na jeho místě vybudovali dřevěné panské sídlo. Ve 13. století je nahradil kamenný hrad, ze kterého se ve sklepení novodobého zámečku zachovaly základy věže. Hrad je prvně zmíněn v roce 1301 v podobě "oppidum et castrum Lukowe" (sídlo a hrad Lukov). Vyplývá z toho, že původní slovanský název osídlení zněl Luka nebo Lukov.
První písemná zmínka o Luckau pochází až z roku 1276. Markrabě Jindřich III. Míšeňský zde vydal listinu, ve které rozsuzuje spor mezi opatem cisterciáckého kláštera Dobrilugk a a šlechticem Johannem de Sonnewalde. Jako jeden ze svědků na listině vystupuje číšník Lubeslav z Lukova. Lubeslavův přídomek naznačuje, že byl šlechtic. Funkce číšníka mohla označovat jak čestnou funkci na markraběcím dvoře, tak funkci církevní. Tomu by mohla odpovídat skutečnost, že v roce 1298 zakoupil klášter v Luckau hospodářský dvůr, který držel až do roku 1447. Z roku 1281 pak pochází první zmínka o kostele sv. Mikuláše. Míšeňský biskup Withego z Furry slibuje čtyřicetidenní odpustek každému, kdo přispěje na vylepšení nebo stavbu tohoto kostela.
Luckau se postupně stalo jedním z center regionu. Jeho význam se projevil v roce 1492, kdy je král Vladislav Jagellonský jmenoval hlavním městem celé Dolní Lužice. To trvalo až do roku 1635, kdy Pražským mírem připadla celá Dolní Lužice Sasku.

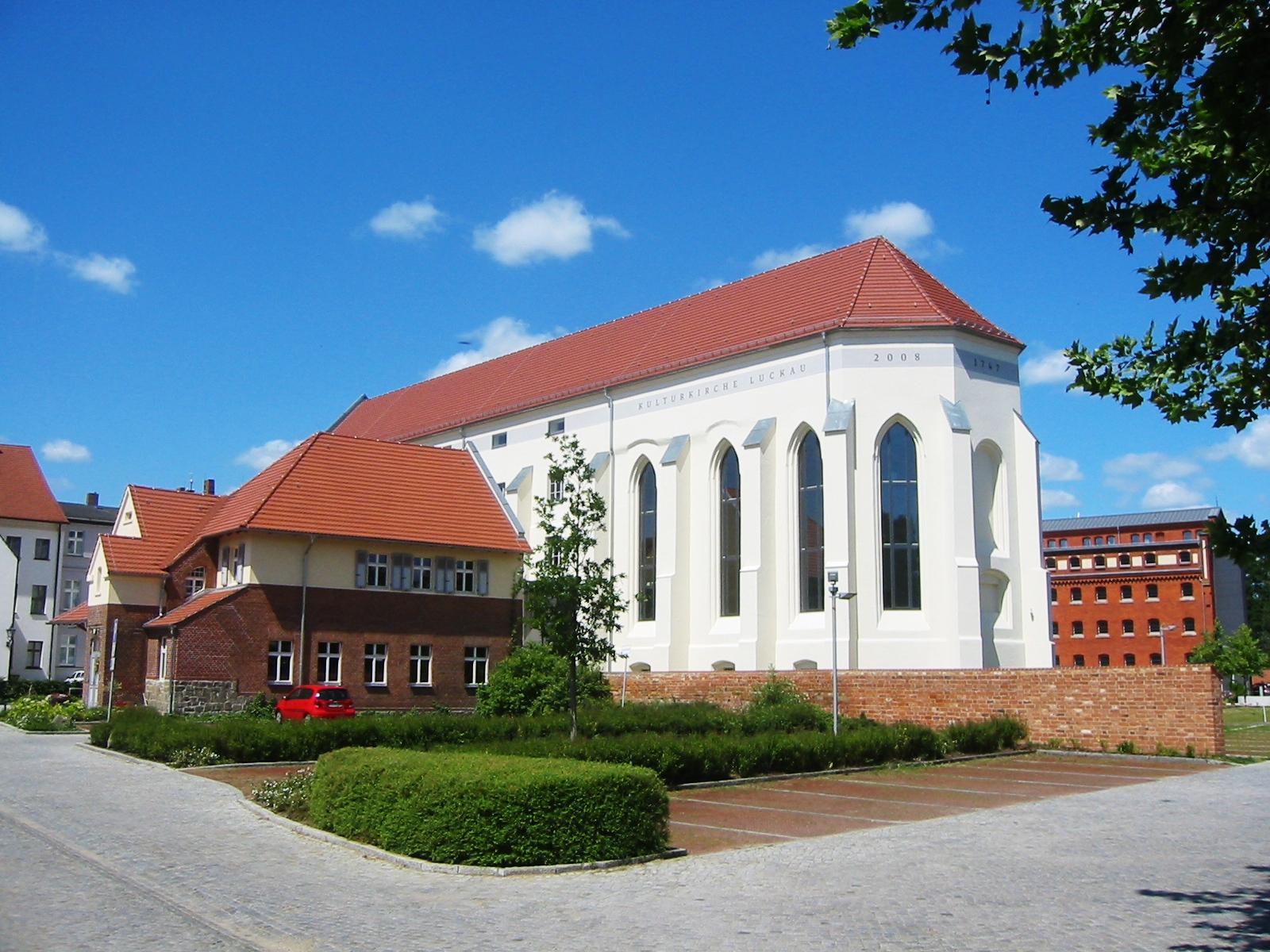
Kostel bývalého dominikánského kláštera

V roce 1644 postihl město rozsáhlý požár, další ohně následovaly v letech 1652 a 1666. Znovuvýstavba města pak trvala až do začátku 18. století. V té době však začal hospodářský a politický význam Luckau upadat.
4. června 1813 došlo před Luckau k bitvě mezi Francouzi a Prusy, kteří město ovládali. Francouzi se neúspěšně pokoušeli město dobýt. Při bitvě bylo vypáleno celé předměstí Calau. Nicméně ještě v létě téhož roku Francouzi město obsadili a Napoleon Bonaparte, který měl v plánu zřídit v Luckau základnu pro tažení na Berlín, město navštívil. Přenocovat měl v domě poblíž bývalých hradebních bašt, kterým se od té doby říká "Napoleonovy domky".
V průběhu 19. století bylo v Luckau založeno několik průmyslových podniků: 1832 vznikla tiskárna, v letech 1834–1885 fungovala továrna na výrobu koberců,  1844–1927 výrobna cigaret a roku 1845 byl založen pivovar 1845. V roce 1834 bylo zavedeno plynové veřejné osvětlení. Roku 1897 získalo Luckau připojení k železnici, 1906 byly otevřeny železité bahenní lázně, které po roce 1945 ukončily provoz. V letech 1991–2008 probíhala celková sanace historického jádra města.

## Pamětihodnosti
- Hlavní městský kostel sv. Mikuláše je postavený z pálených cihel. Jedná se o halové trojlodí se dvěma věžemi v západním průčelí. Kostel je 71 metrů dlouhý, žebrová klenba dosahuje výšky 20 metrů. Archeologické výzkumy prokázaly, že kostel měl předchůdce ve 12. a 13. století. Novostavbu podnítil Karel IV., který kostelu daroval relikvii – lebku svatého Paulina z Luccy. Tím se město stalo poutním místem a získaly se finanční prostředky na stavbu. Začalo se s ní po roce 1367, kdy Karel IV. začlenil Dolní Lužici mezi země Koruny české. Císaře a jeho tehdejší manželku, Alžbětu Pomořanskou, připomínají reliéfy na jižním portálu kostela. Stavba pokračovala ještě hluboko v 15. století. Při požáru města v roce 1652 kostel vyhořel. Opravy se táhly až do roku 1770.  Inventář kostela je  až na výjimky barokní. Varhany z let 1672–1673 patří k nejvýznamnějším nástrojům v celém Braniborsku. Kazatelna pochází z roku 1666.
- Kaple sv. Jiří je nejstarší budovou ve městě. Byla postavena kolem roku 1200. Před postavením Svatého Mikuláše plnila funkci městského farního kostela. Kolem roku 1600 byla do jejího západního průčelí postavena "Hausmannsturm" – Hausmannova věž, která je pohledovou dominantou Luckau. Kaple postupně sloužila jako strážnice, sýpka a skladiště stříkaček místních hasičů. Do roku 1909 bydlel ve věži pověžný. Městské hradby

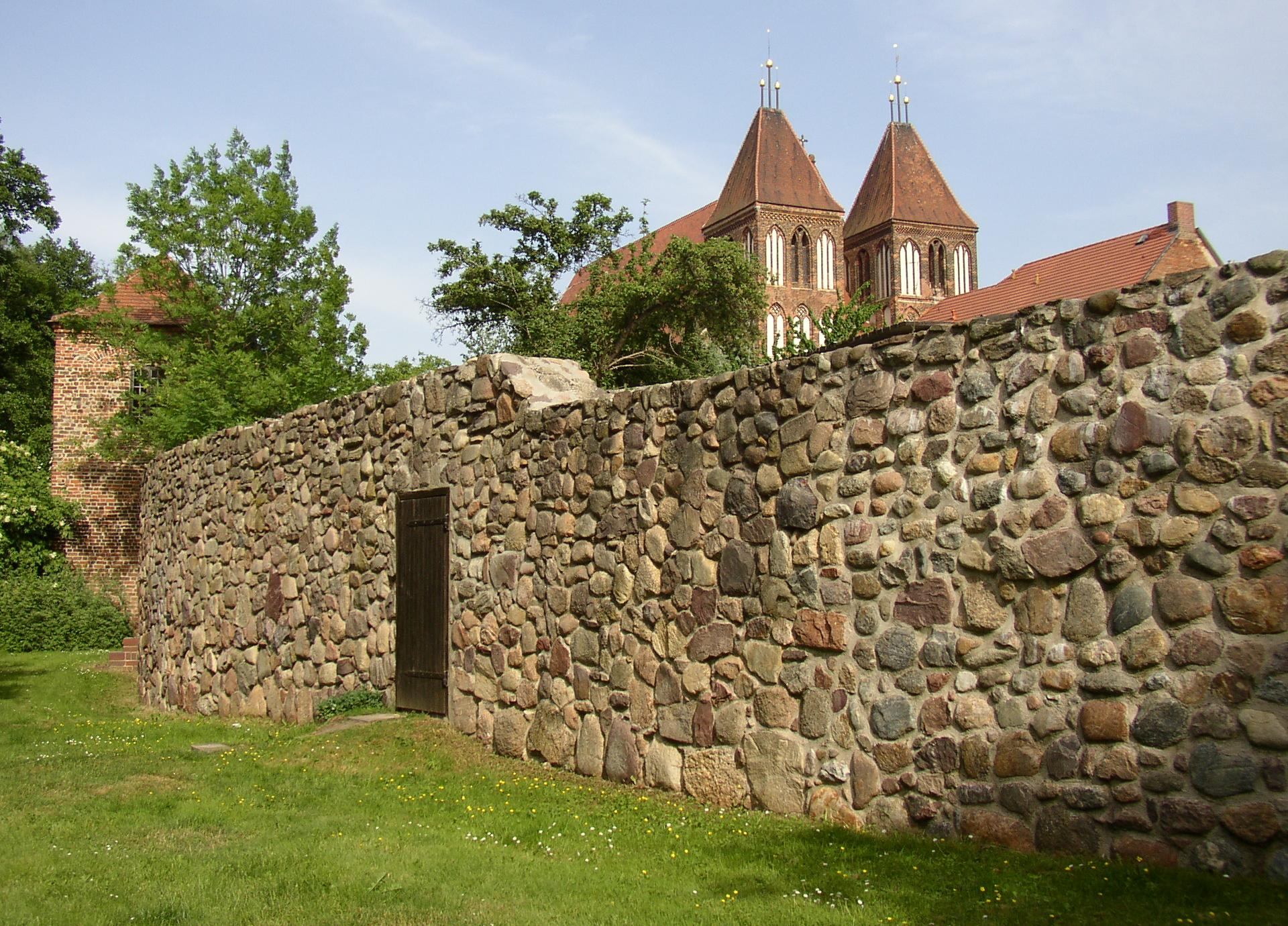
Městské hradby

- Městské opevnění pochází z počátku 14. století. Původně se do města vcházelo dvěma branami. Západní Sandovská, pojmenovaná podle předměstí, se nedochovala. Z Calauské brány (jméno nesla rovněž podle předměstí) na východě zůstala Červená věž. Stávající zastřešení získala v 17. století.
- Středověká radnice, v písemných pramenech prvně uváděná v roce 1403, byla několikrát přestavovaná. Stávající podoba pochází z let 1848–1852. Ve sklepeních a přízemí budovy se dochovaly prostory s pozdně gotickými klenbami.
- Areál bývalého dominikánského kláštera má kulturní využití. Klášterní kostel je adaptován na informační centrum a městské muzeum. Po roce 1747 sloužil klášter jako vězení a sirotčinec pro celou správní oblast. V letech 1945–1950 využívala vězení sovětská NKVD. V letech 1990–2005 zde byla ženská věznice.
- V Luckau je památkově chráněných přes šedesát obytných budov. Nejčastěji je zobrazované čp. 30 na náměstí, jehož fasádu zdobí štuky z doby kolem 1700, provedené italskými štukatéry.

## Galerie

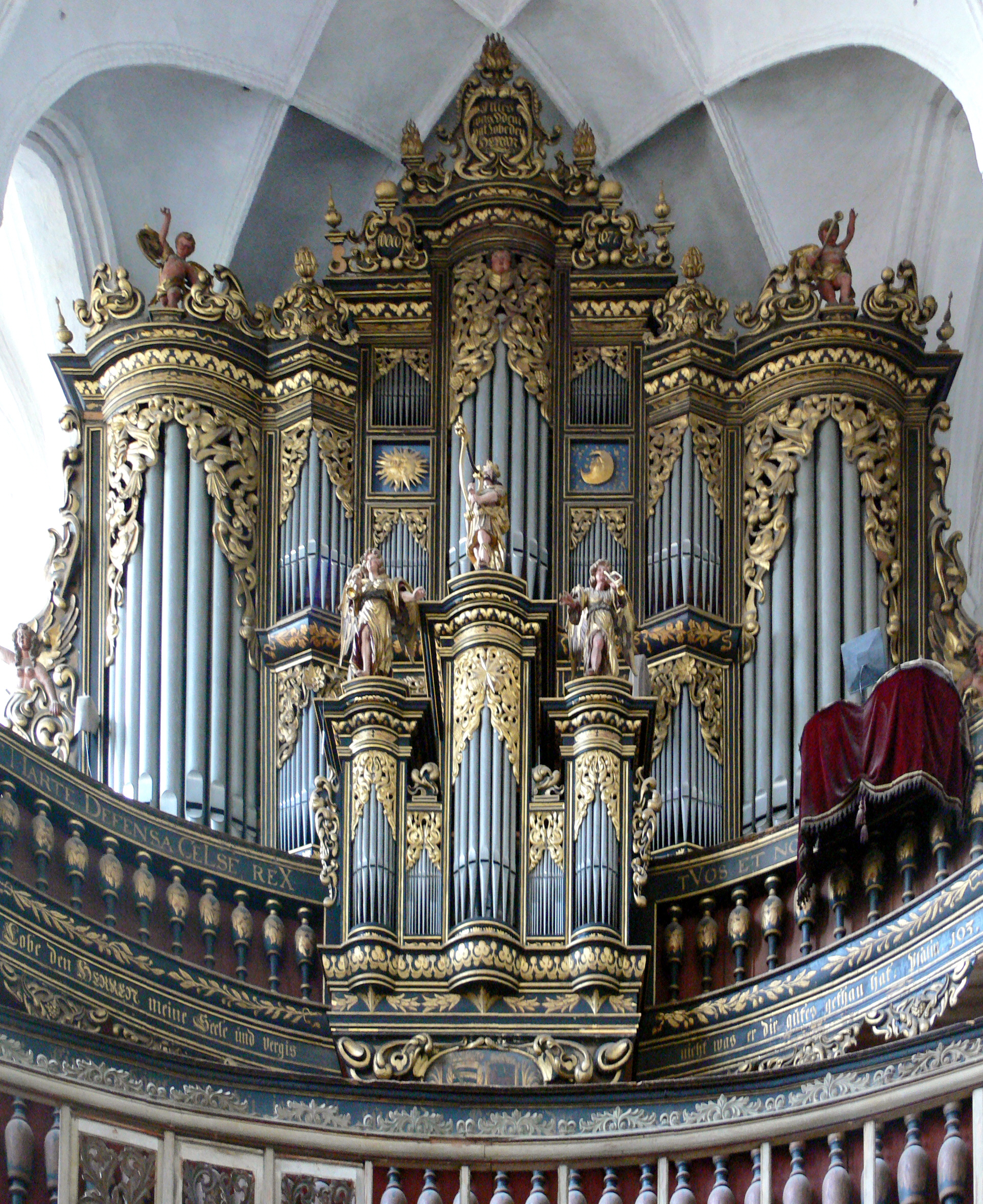
Barokní varhany v kostele sv. Mikuláše
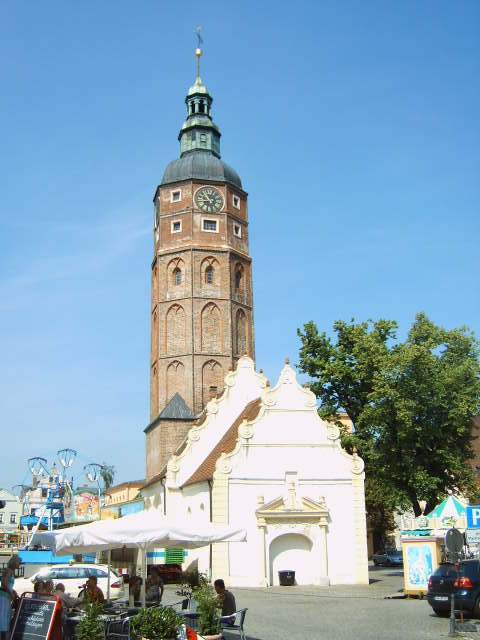
Kaple sv. Jiří s Hausmannovou věží
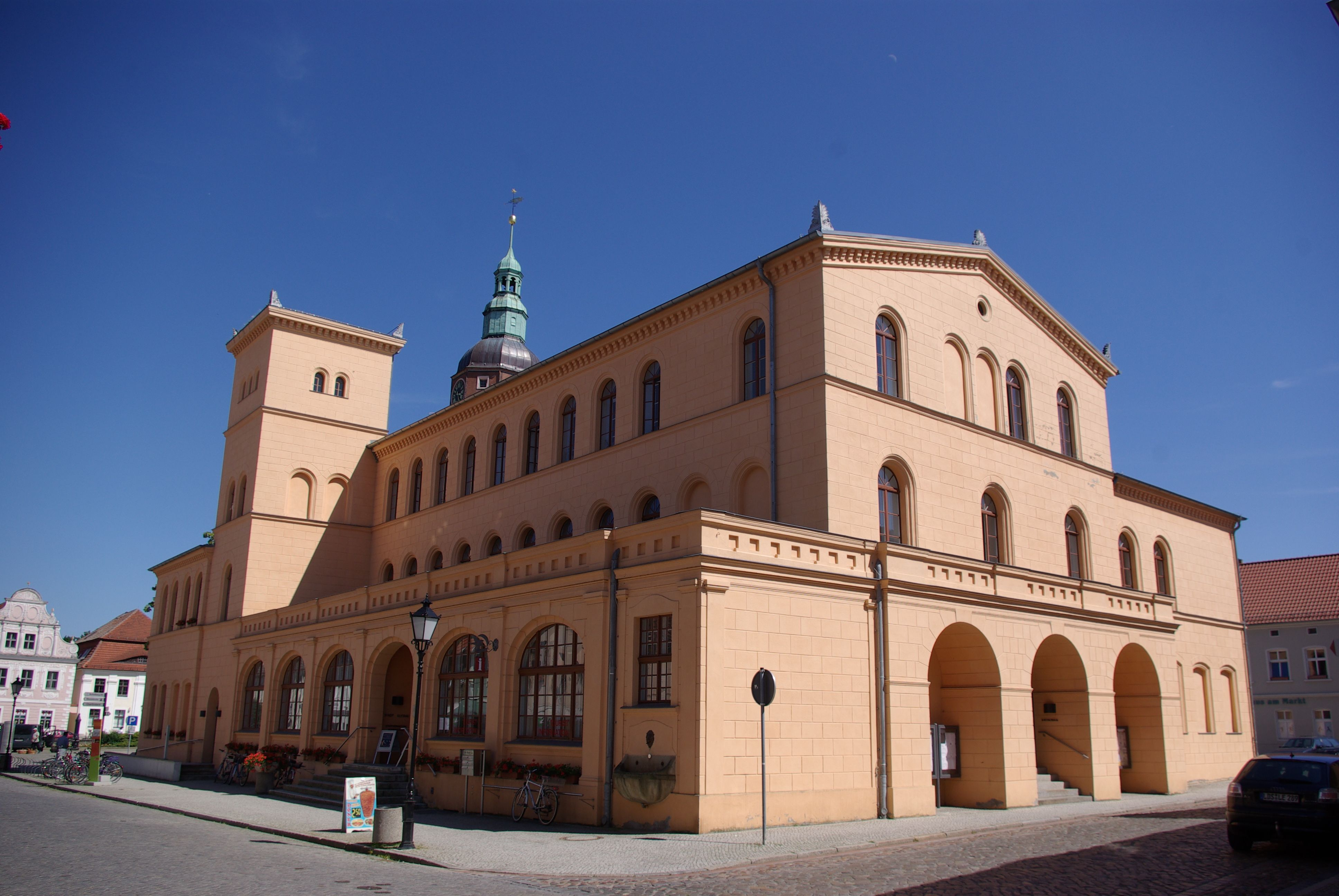
Radnice
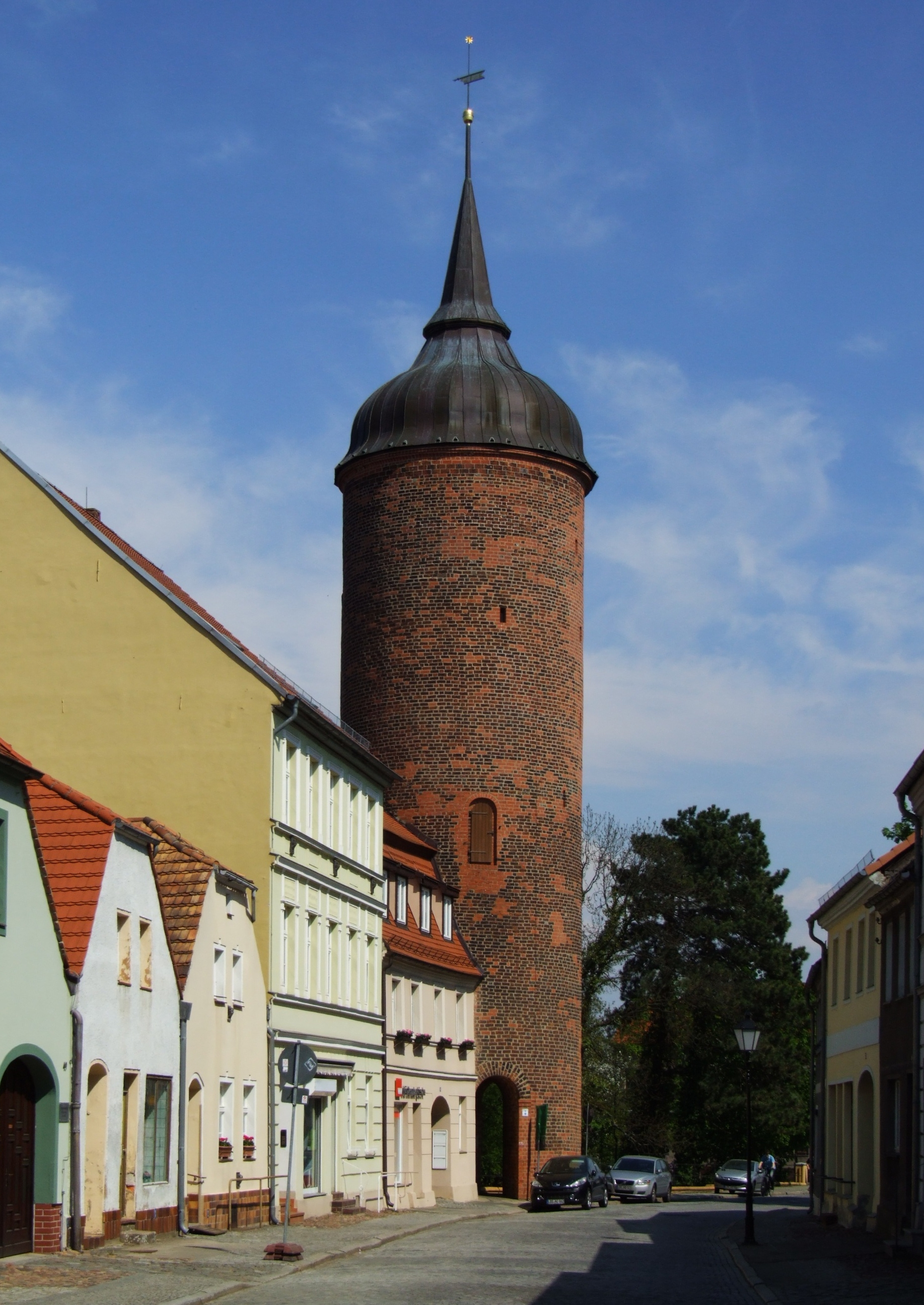
Červená věž
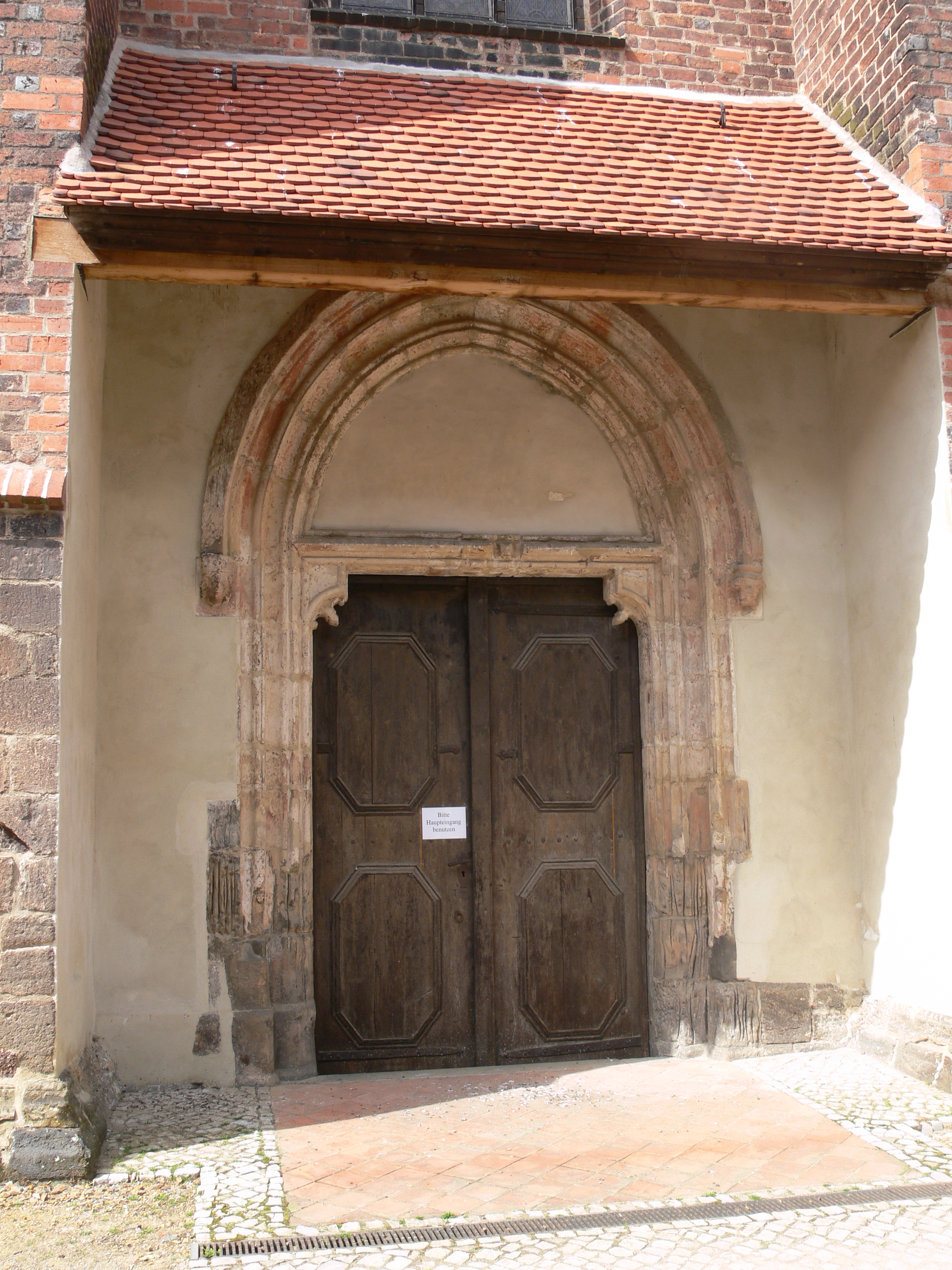
Portál kostela sv. Mikuláše s plastikami Karla IV. a Alžběty Pomořanské
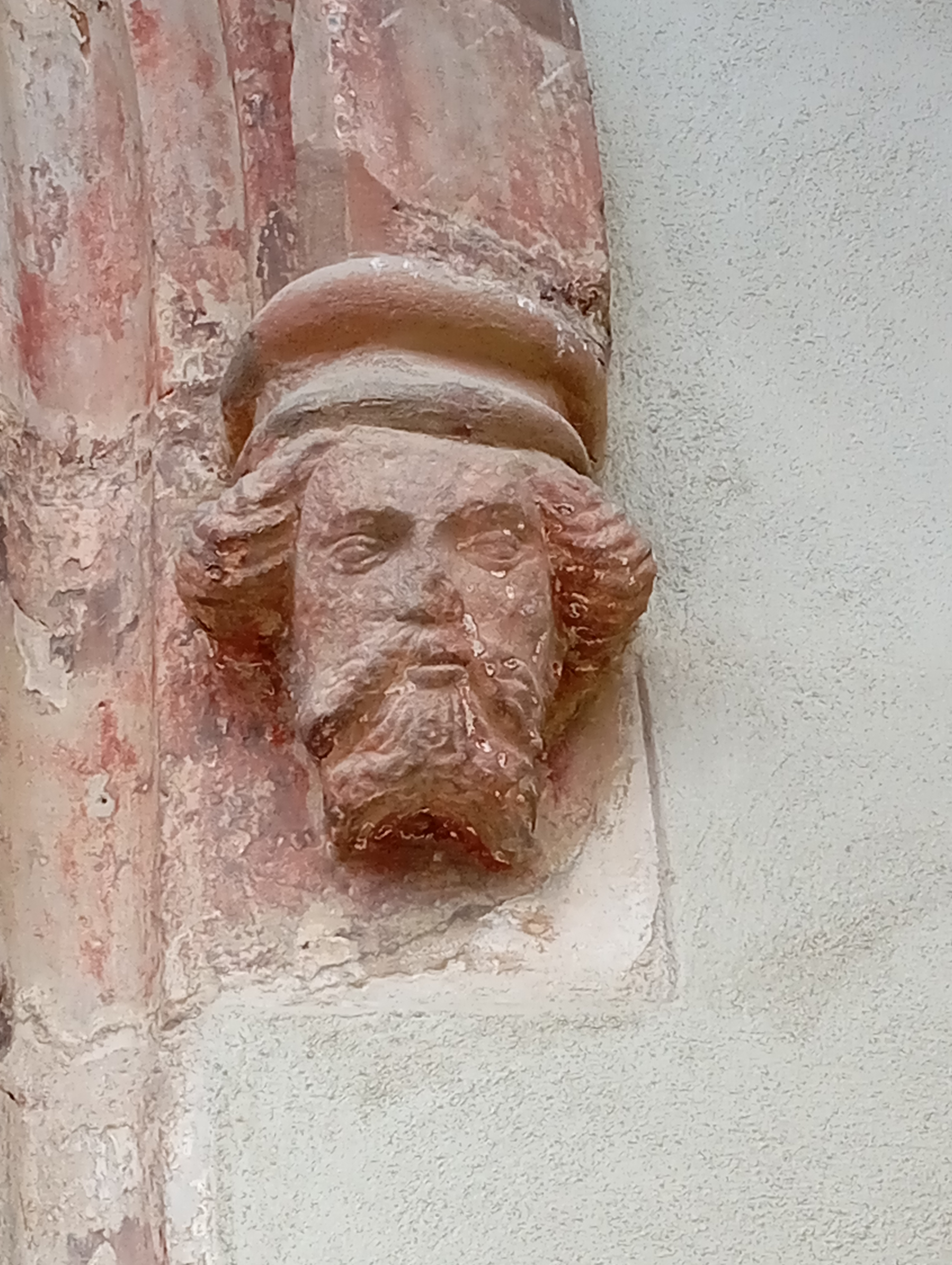
Plastika Karla IV. na portálu kostela
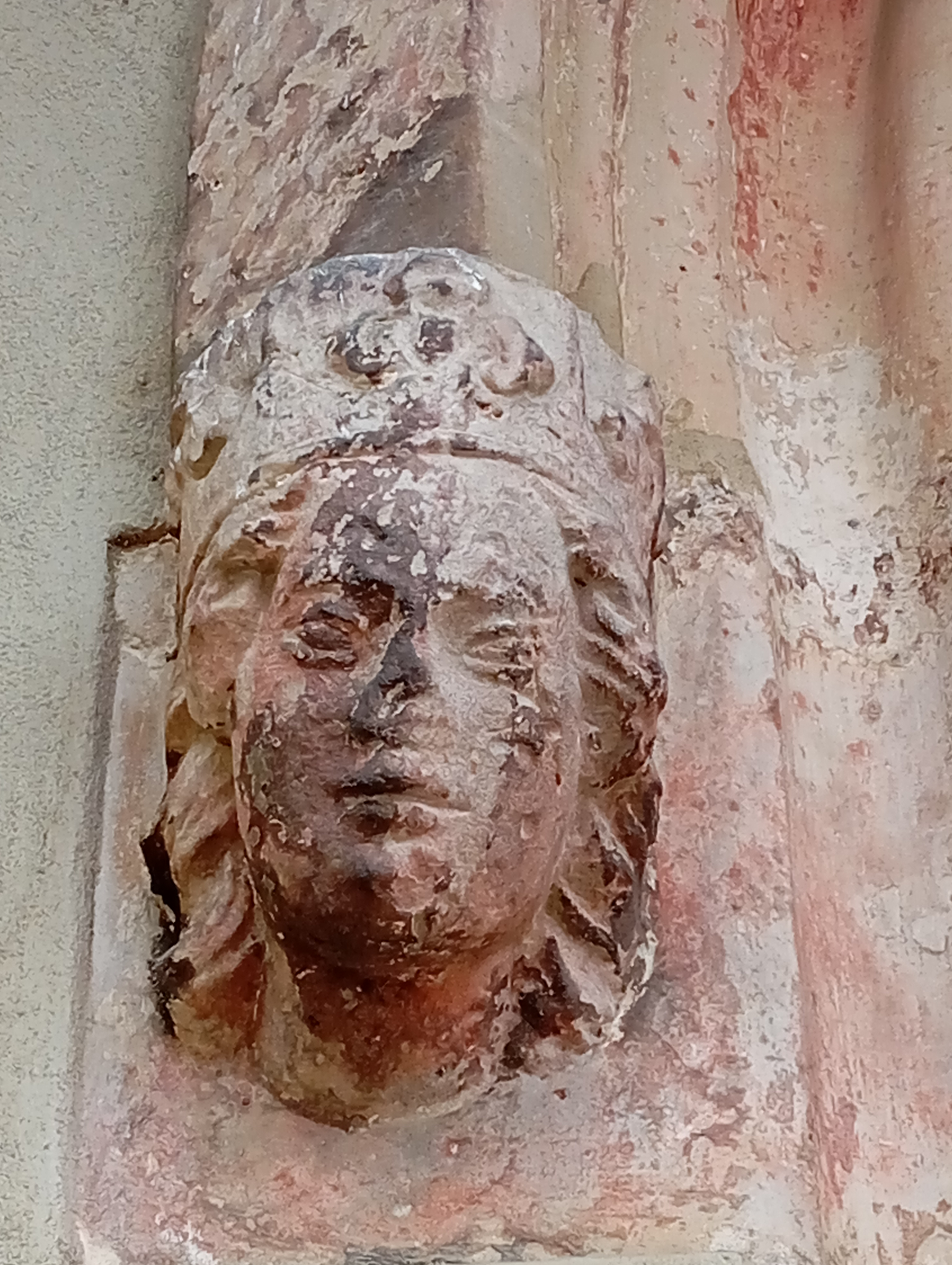
Plastika Alžběty Pomořanské na portálu kostela
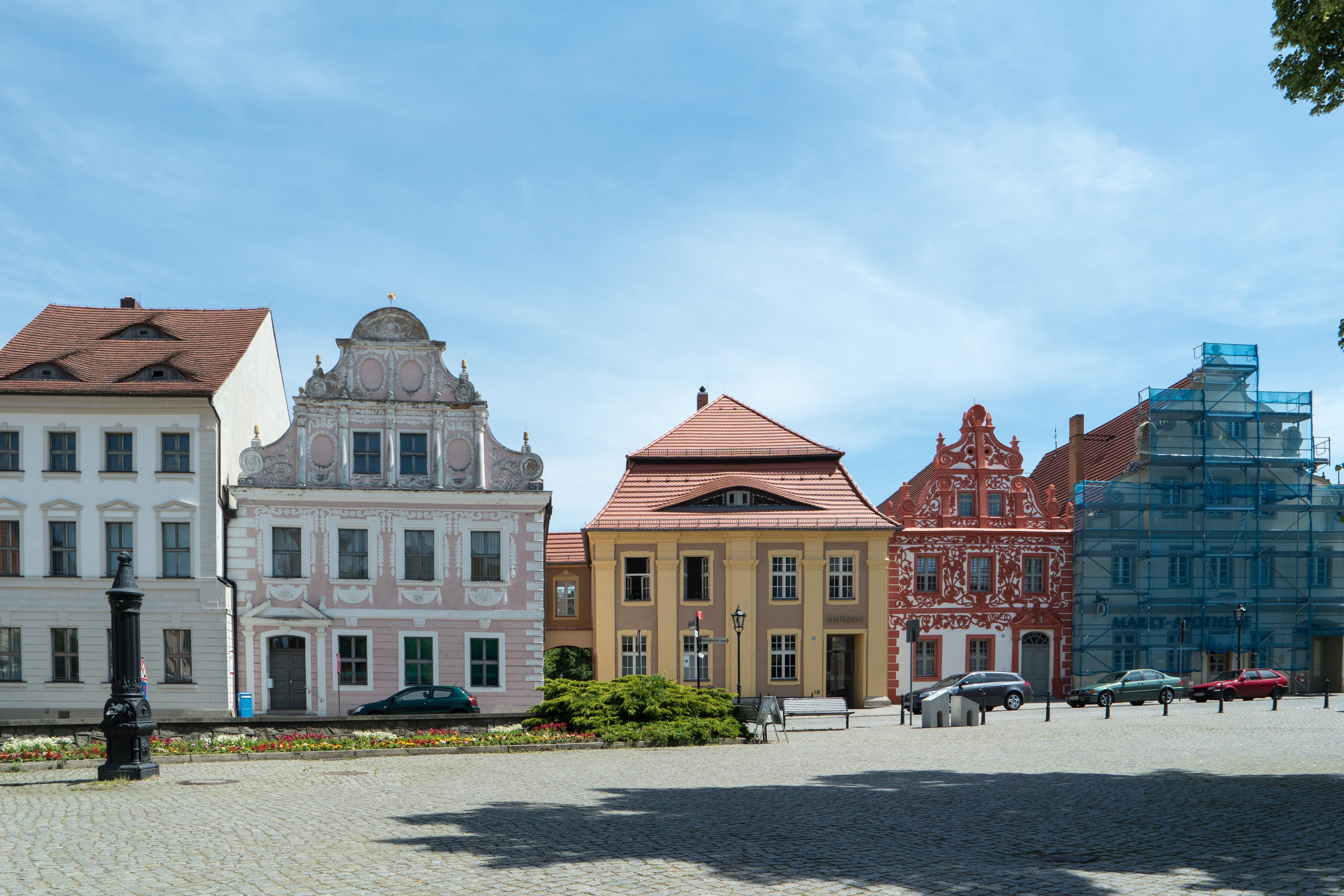
Domy na náměstí